# 國家打擊犯罪調查局
國家打擊犯罪調查局（英語：National Crime Agency）是英國的國家級執法機構，集中對付嚴重及有組織罪案、經濟罪案和網絡罪案、邊界巡邏和兒童保護等問題。
該局於2013年成立，取代嚴重及有組織犯罪調查局。在政府架構內，國家犯罪調查局被視為非內閣部門。

## 職責
國家打擊犯罪調查局負責調查及打擊包括走私、人口販賣及奴隸、武器販運、毒品販運、網絡罪案、詐騙、洗黑錢、兒童性虐待、貪污及逃避制裁等罪行。局方會密切監察英國各地的嚴重罪案總體情況，並分析犯罪集團的運作方式及制訂方法以瓦解他們。
此外，局方亦會與區域性的有組織罪案單位、地方警隊以及其他政府部門和機構密切合作。該局有權通過不同渠道收集情報，調動國內各地警隊並與國外對口單位開展合作，協助處理案件。